# Osowiec-Twierdza
Osowiec-Twierdza (em polonês/polaco: Osowiec-Twierdza; em russo: Осовец-Твердза, transl. Osowiec-Twierdza) é uma vila localizada no distrito administrativo de comuna de Goniąd, no condado de  Mońki, na voivodia da Podláquia, no nordeste da Polônia.  Localiza-se nas margens do rio Biebrza. Está aproximadamente 5 quilômetros a sudoeste de Goniądz, 11 quilômetros a oeste de Mońki e 51 quilômetros a sul da capital regional, Białystok. A aldeia tem uma população de 307 habitantes.

## Galeria

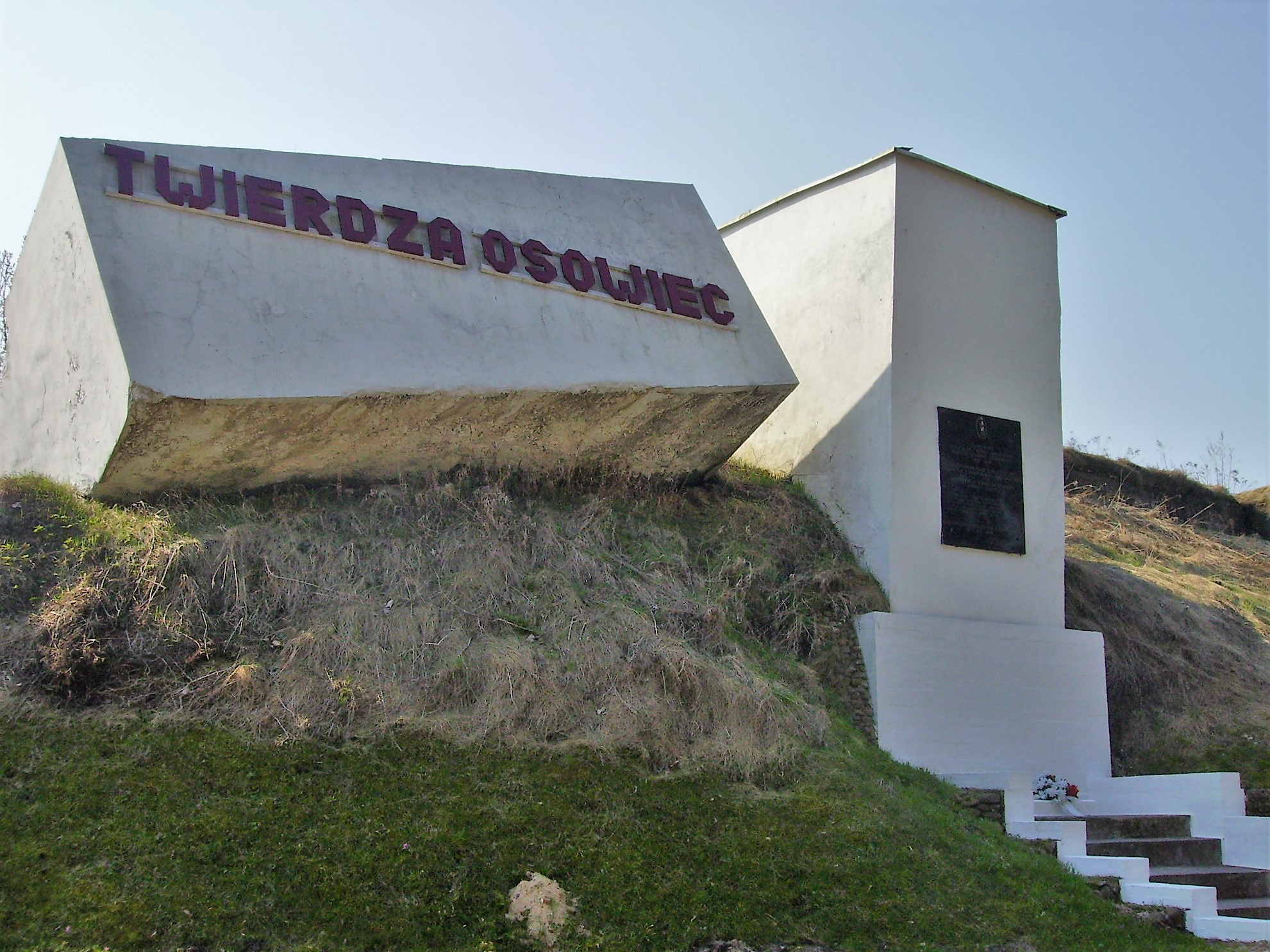
Fortaleza de Osowiec
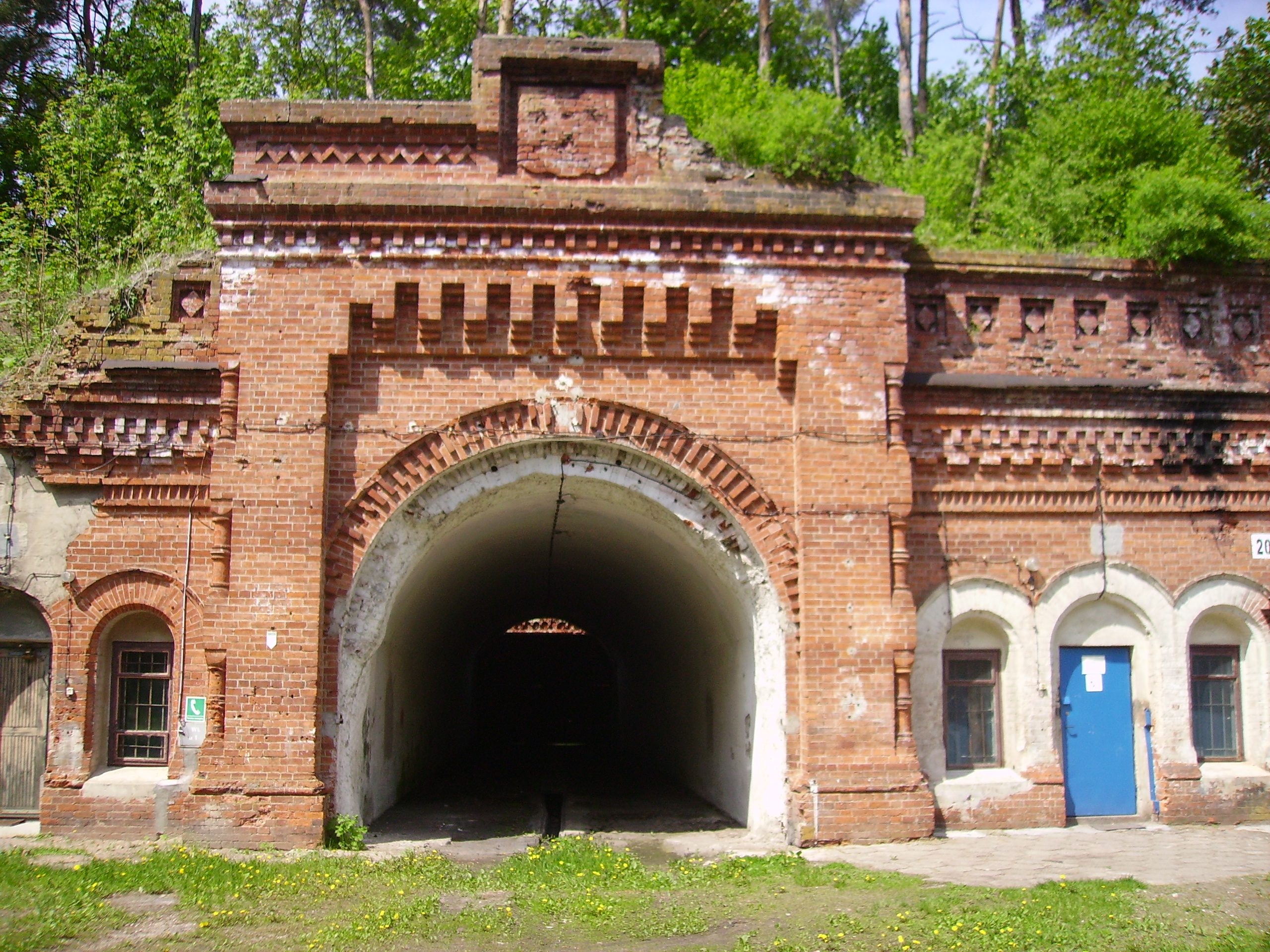
Forte Central
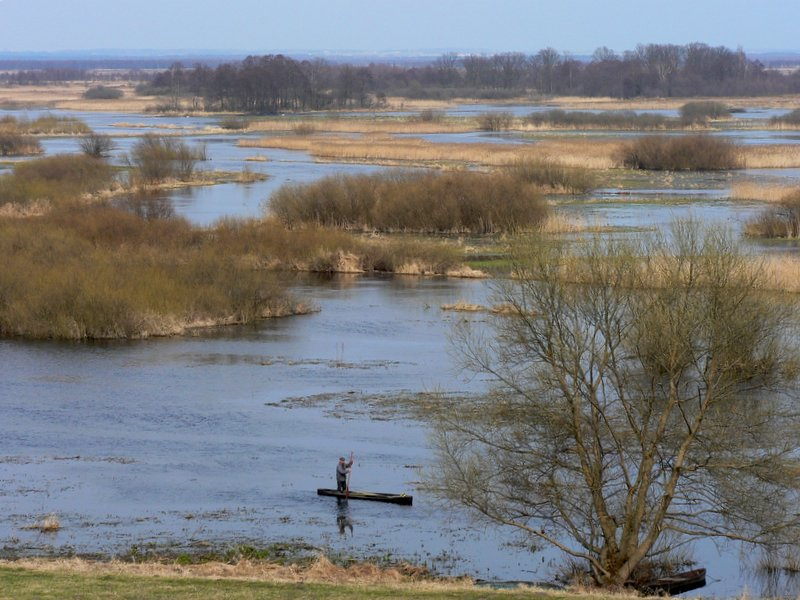
Parque Nacional Biebrza
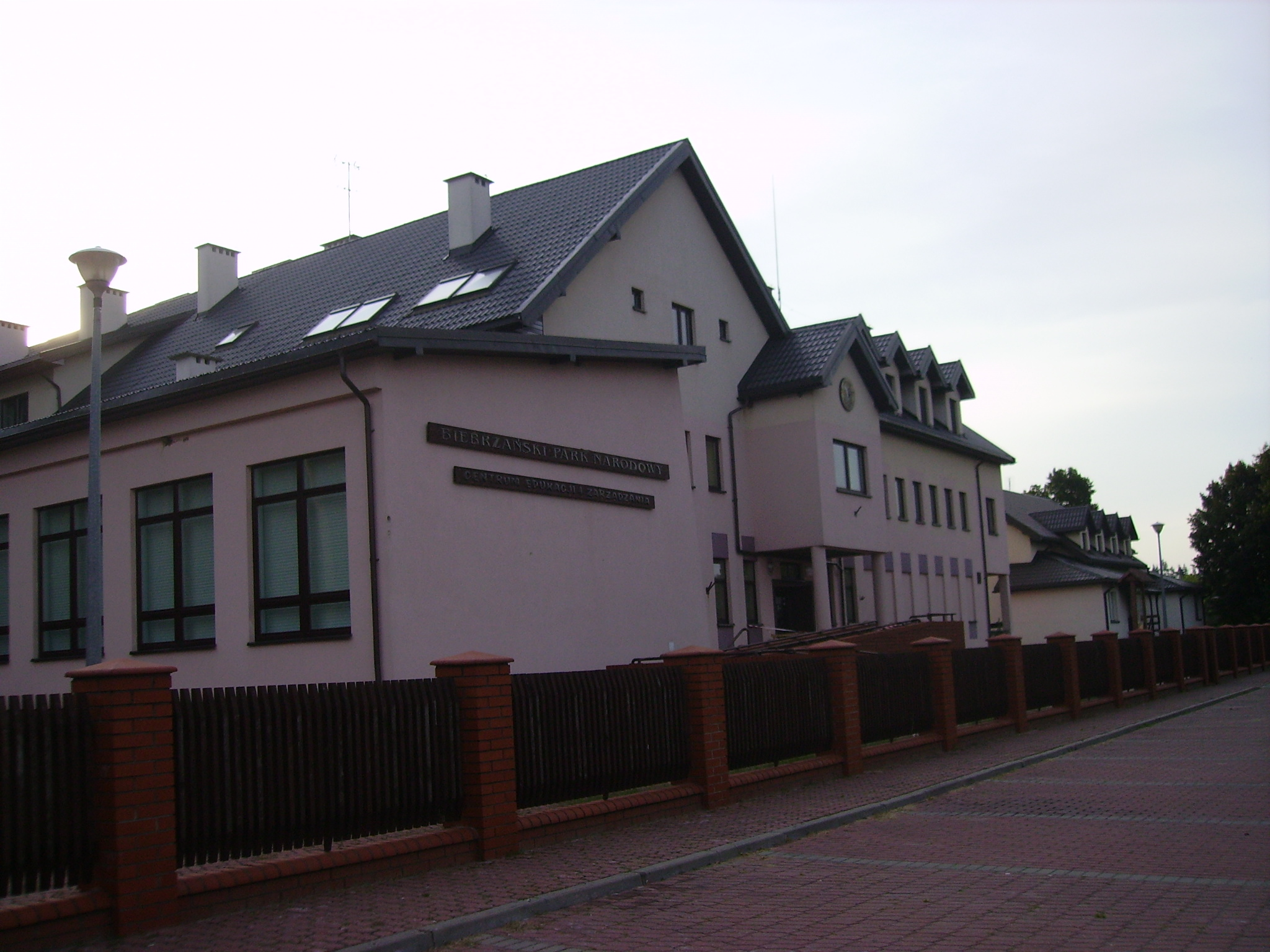
Sede do parque Biebrza
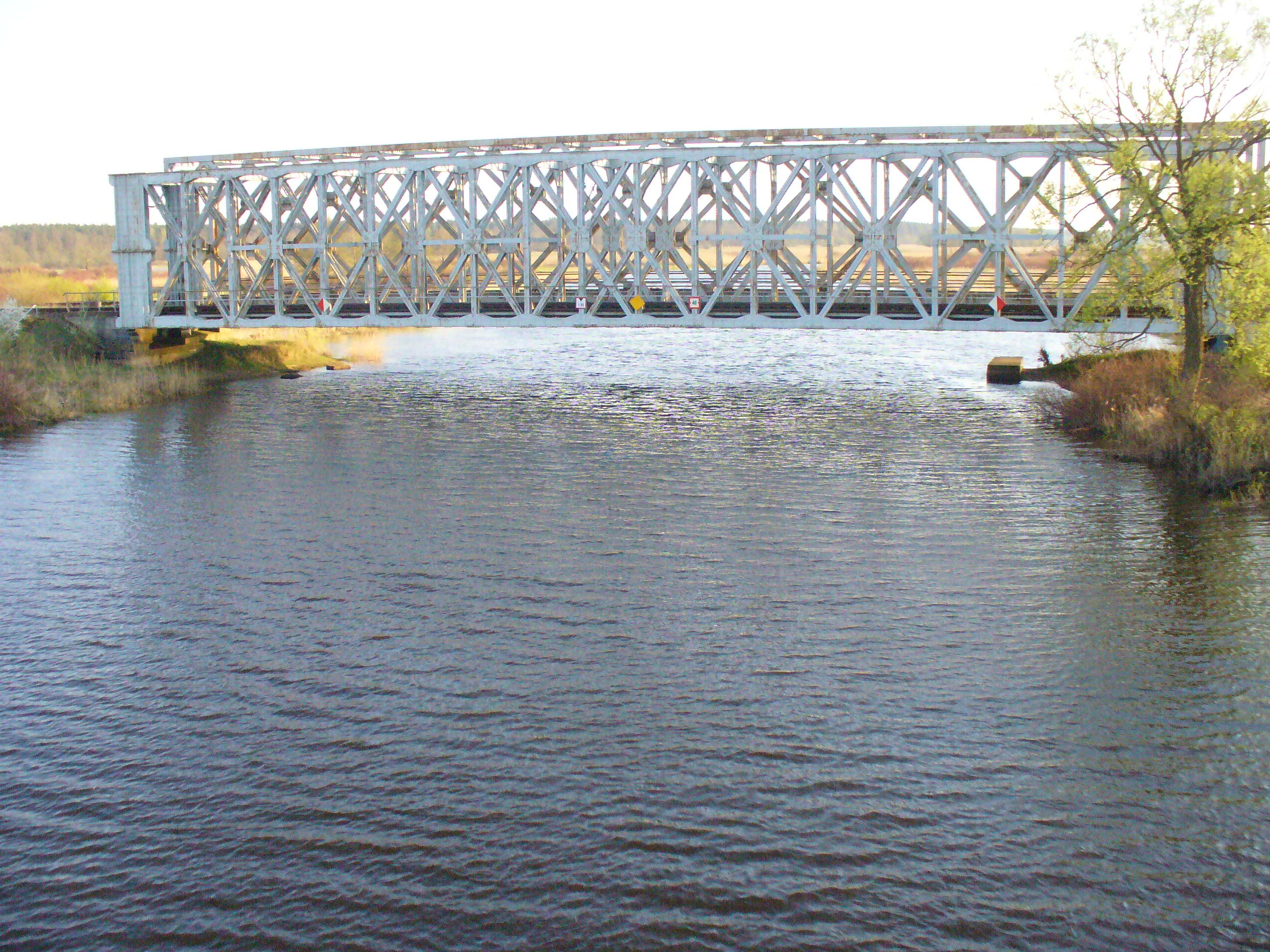
Rio Biebrza